# Motivational Jumpsuit
| Recensione     | Giudizio |
| -------------- | -------- |
| Piero Scaruffi | [ 1 ]    |
| All Music      |          |
| Pop Matter     |          |
| Pitchfork      |          |
| Metacritic     | [ 2 ]    |

Motivational Jumpsuit è il 21° album in studio del gruppo musicale statunitense Guided by Voices, pubblicato nel 2014 negli USA dalla Guided by Voices Inc. e nel Regno Unito dalla Fire Records.

## Tracce
Testi e musiche di Robert Pollard, eccetto dove diversamente indicato..
1. Littlest League Possible – 1:18
2. Until Next Time – 1:28
3. Writer's Bloc (Psycho All the Time) – 2:43
4. Child Activist – 1:21
5. Planet Score – 1:41
6. Jupiter Spin (Tobin Sprout) – 2:23
7. Save the Company – 2:21
8. Go Without Packing – 1:14
9. Record Level Love (Sprout) – 1:16
10. I Am Columbus – 2:54
11. Difficult Outburst and Breakthrough – 1:42
12. Calling Up Washington (Sprout) – 1:12
13. Zero Elasticity – 2:06
14. A Bird With No Name – 1:23
15. Shine (Tomahawk Breath) (Sprout) – 3:03
16. Vote For Me Dummy – 2:21
17. Some Things Are Big (And Some Things Are Small) (Sprout) – 2:08
18. Bulletin Borders – 1:23
19. Evangeline Dandelion – 1:16
20. Alex and the Omegas – 2:15

Durata totale: 37:28